# Monte Gambier

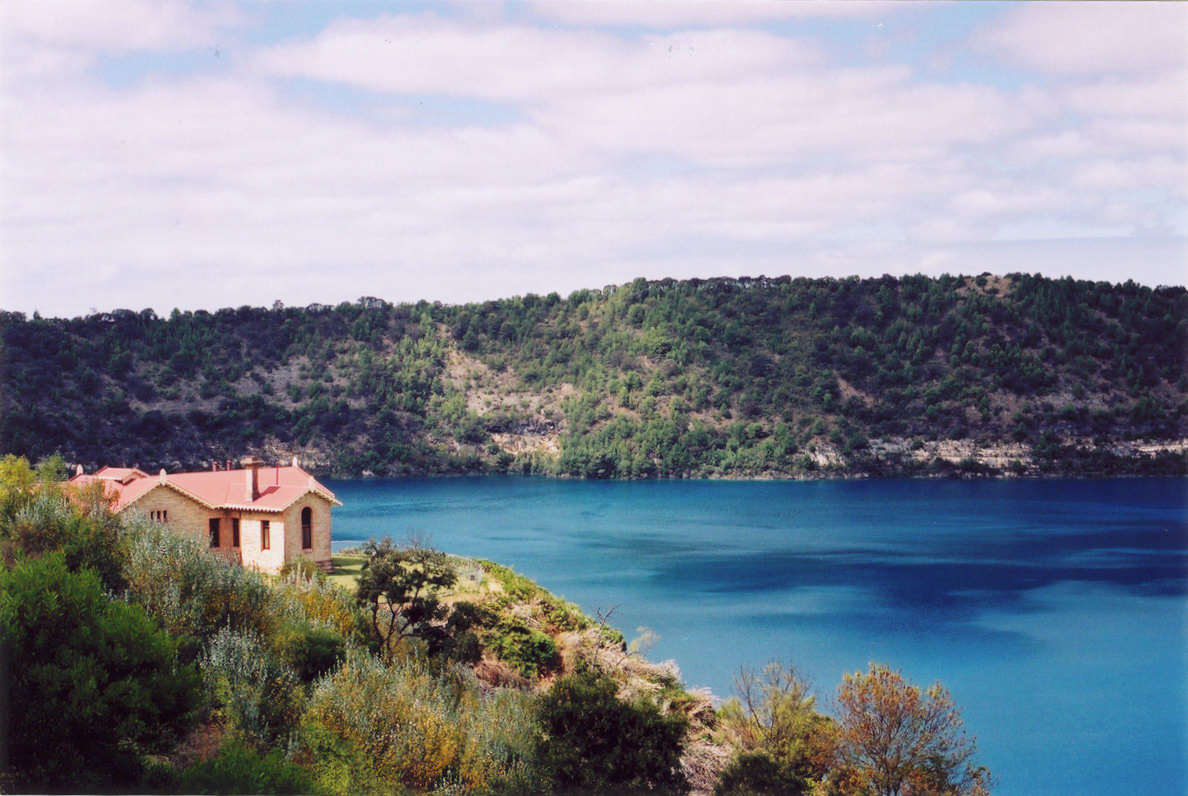
Lago Blue, uno de los maars del Monte Gambier que aloja un lago.

El monte Gambier es un complejo maar en Australia del Sur asociado con la provincia volcánica Nueva. El mismo posee cuatro maares transformados en lagos llamados lago Blue, lago Valley, Lago Pata de Cordero, y lago Brownes. 
Es uno de los volcanes más jóvenes de Australia, se estima su edad entre 28 000 años a menos de 4 300 años.
La estimación más reciente, basada en datación por radiocarbono de fibras vegetales en el cráter principal (lago Blue) indicarían que se produjo una erupción hace unos 6000 años.
Se cree que el monte Gambier se formó por medio de una pluma de manto parte del denominado East Australia hotspot que puede ser que en la actualidad se encuentre en el mar.
La montaña fue avistada por el teniente James Grant el 3 de diciembre de 1800 desde el barco de reconocimiento HMS Lady Nelson y fue denominada en honor a Lord James Gambier, Almirante de la flota.
Esta zona forma parte del Kanawinka Geopark. De los cuatro lagos originales alojados en los maars, solo dos se observan en la actualidad. El lago pata de cordero (denominado así por la forma de su contorno) se secó en forma permanente a mediados de la década de 1960. El lago Brownes sufrió un destino similar a finales de la década de 1980. Estos dos lagos eran poco profundos; su desaparición se atribuye al descenso de la napa freática debido a muchos años de extracción de agua para regadío. 
La ciudad rural de Mount Gambier rodea parte del complejo de maar.